# Parce que je le vaux bien

Le slogan de six mots traduit dans plus de quarante langues « Parce que je le vaux bien » et, en 2011, « Parce que nous le valons bien », véritable manifeste féministe à l'origine, est attaché à l'image de la marque L'Oréal Paris (groupe L'Oréal) comme une signature depuis les années 1970. Il est l'un des slogans les plus connus au monde.

## Historique

### Création
L'origine de ce slogan est « Because I'm worth it » (littéralement : « parce que je vaux ça », ou plutôt « parce que je le vaux ») prononcé à la télévision, dans un spot de publicité de 29 secondes, par le mannequin et actrice Joanne Dusseau en 1973.
Il est créé en 1971 par Ilon Specht, une jeune assistante de publicité de 23 ans travaillant pour l'agence McCann Erickson (New York), en cinq minutes. Il s'agit au départ de promouvoir la coloration « L'Oréal Préférence », alors la plus chère mise sur le marché, et de justifier sa qualité auprès des clientes potentielles prêtes à acheter ce produit onéreux, alors que le marché était dominé par la marque Clairol (en) avec le slogan « « Does she color her hair? Or doesn’t she? » » (globalement : « Se colore-t-elle les cheveux ? Ou pas ? »), qui donnait la parole aux hommes. Ilon Specht explique vingt ans plus tard au New Yorker l'idée de cette phrase : « Mon état d'esprit quand j’ai écrit ce slogan ? J'étais révoltée par la vision traditionnelle de la femme véhiculée par les pubs, et je refusais d'écrire un énième spot sur le fait de plaire aux hommes. J'ai simplement pensé : Allez vous faire foutre. Et j’ai rédigé le texte en cinq minutes. J'étais en colère et c'était très personnel ».
À l'époque, « les spots à la télévision mettaient en scène des femmes silencieuses, réduites au rôle de « mannequin cheveu », avec une voice-over masculine qui reprenait le discours du fabricant. »
Une campagne marketing agressive a accompagné le slogan lors de son lancement : « On leur proposait notamment de se présenter dans les magasins avec leur coloration habituelle et de l’échanger contre une des nôtres. »
Ce slogan, post-68 et surfant sur la vague de féminisme des années 1970 (la pilule est autorisée depuis six ans), marque une évolution dans la publicité, par la prise de parole de la femme : au contraire des autres slogans, celui-ci fait parler l'utilisatrice d'elle-même, en toute confiance, et non plus directement du produit. Isabelle Alonso, féministe engagée, souligne qu'au niveau cosmétique, « Mériter un shampooing, c'est presque pathétique ». Pourtant, le succès est total, Préférence devient le produit de coloration no 1 en 1980, et le slogan s'étend dans un premier temps aux produits de maquillage.
Au départ, le slogan est plus long : « Ce n'est pas que je me soucie de l'argent. Ce qui compte le plus, c'est le bien-être de mes cheveux. En fait, peu importe que L'Oréal me fasse dépenser plus. C'est parce que je le vaux ».

### Évolution
En 1997, date de son arrivée en version française, il couvre la totalité de la gamme L'Oréal Paris (produits maquillages, soins, capillaires).
L'accroche a été caricaturée par Les Guignols de l'info à l'occasion du festival de Cannes 1999. Dans l'une de ces pastilles, le visage d'une des marionnettes est enduit de masques au concombre et au tarama sous le slogan « Parce qu'ils nous gonflent bien ».
Le slogan évolue, avec l'adjonction d'un « bien » plus positif à la fin, puis plus tard du remplacement de « je le vaux » égocentrique par « vous le valez ». Il perd un peu de sa revendication féministe et individualiste. En 2000, le « nous le valons » est substitué au « vous » afin de rapprocher les égéries publicitaires de la consommatrice, « Hey! because we're worth it » en anglais.
En 2004, le slogan est adapté aux publicités pour les cosmétiques homme avec la formule « Parce que vous le valez bien aussi ».
De nos jours dans le monde, la publicité s'adapte en fonction des produits, ou des cultures de chaque pays, avec une alternance du « je », du « vous », ou du « nous le valons ».
Pour la direction de la marque, ce slogan participe à l’émancipation des femmes dans le monde, dans la mesure où elles s'affirment individuellement et non plus comme sujette à une domination masculine particulière. Le directeur général international, Cyril Chapuy déclare ainsi : « En Inde, en Chine ou au Moyen-Orient, la place de la femme est en train de s'affirmer. Le slogan parle à la jeunesse de ces pays car il devient le porte-étendard d'un nouveau type de féminité (…). Nous n'essayons pas d'imposer une vision de la femme dans le monde entier. Au contraire, nous nous adaptons aux femmes selon le contexte ». Et le mannequin Inès de la Fressange de conclure : « J'espère que d'ici quarante ans le slogan n'existera plus. Car on ne devrait plus avoir besoin de revendiquer l'émancipation des femmes. Il faudrait que l'on puisse simplement dire : « Parce que c'est comme ça ». »

### Publicité
La publicité télévisée a compté plusieurs personnalités célèbres, de 18 à 73 ans, prononçant cette phrase sous ses différentes versions, à l'instar de Cybill Shepherd, Jane Fonda, Andie MacDowell, Lætitia Casta, Scarlett Johansson, Penélope Cruz, Eva Longoria, Diane Krüger, Kate del Castillo, Beyoncé, Gong Li, Barbara Palvin, Alison Doody, Yolande Gilot, Freida Pinto, Aimee Mullins, Bianca Balti, Leïla Bekhti. Mais également des hommes.